# Astara
Astara (azerí: Astara) é um dos cinqüenta e nove rayones que subdividem politicamente a República do Azerbaijão. A cidade capital é Astara.

## Território e População
Possui una superfície de 616 quilômetros quadrados, com uma população composta por 89.486 pessoas e uma densidade populacional de 140 habitantes por cada quilometro.